# Ivan Yefremov
Ivan Antonovich Yefremov (em russo Ива́н Анто́нович (Анти́пович) Ефре́мов Vyritsa, 22 de abril de 1908 – Leningrado, 5 de outubro de 1972) foi um paleontólogo e escritor russo, conhecido por ser um fundador da tafonomia, que é o estudo dos padrões de fossilização.

## Biografia
Ivan nasceu na vila de Vyritsa, em 1908 no seio de uma família abastada de comerciantes de madeira. Aprendeu a ler aos 4 anos e aos 6 já lia sobre aventuras de exploradores, navegadores e cientistas. Seu escritor favorito era Jules Verne. Seus pais se divorciaram durante a Revolução Russa de 1917. Sua mãe então se casou com um comandante do Exército Vermelho e deixou as crianças em Kherson, aos cuidados de uma tia, mas ela morreu de tifo pouco depois.
Ivan então sobreviveu por conta própria por um tempo, até se alistar no Exército Vermelho como "filho do regimento" e ser despachado para Perekop. Em 1921, ele foi dispensado e se mudou para Petrogrado, para estudar. Enquanto estudava teve os mais variados empregos como carregador, motorista, faz-tudo, para poder se sustentar. Ivan se formou como aluno estrangeiro, tendo estudado na escola naval de Petrogrado. No verão de 1924, navegou no Mar de Okhotsk e em 1925 era o comandante de um barco no Mar Cáspio.
Interessado pela ciência e pela paleontologia desde pequeno, ele ingressou na Universidade de Leningrado, mas saiu um ano depois. Aos 19 anos fez sua primeira descoberta e publicou uma monografia em co-autoria com Alexey Bystrow. Na década de 1930, ele fez parte de várias expedições paleontológicas nos Urais, na região do Volga e na Ásia Central.
Em 1935, ele prestou exames de conclusão de curso e se formou pela Universidade de Mineração de São Petersburgo. No mesmo ano, graduou-se em ciências biológicas e em 1941 ganhou o título de doutor em ciências biológicas. Em 1943 ganhou o título de professor. Foi diretor do laboratório de vertebrados e quando o instituto onde trabalhava mudou de Leningrado para Moscou, Ivan se mudou junto.
Ivan fundou uma nova área dentro da paleontologia, a tafonomia, que se vale de princípios geológicos e geográficos para definir padrões de fossilização e onde é possível encontrar afloramentos de fósseis. Seu manuscrito "Tafonomia e a Crônica Geológica" foi concluído em 1943 e publicado em 1950, tornando-se uma obra bastante consultada por cientistas da área das ciências da Terra. Em 1952, Ivan recebeu o Prêmio Stalin, mais alta condecoração civil da União Soviética.

## Carreira literária
Seu primeiro trabalho de ficção, um conto, foi escrito em 1944. Seu primeiro romance, The Land of Foam, foi publicado em 1946. O livro Road of Winds, foi escrito com base em sua expedição à Mongólia (1946–1949). Seu livro mais conhecido é Andromeda Nebula, publicado em 1957, uma utopia comunista do futuro.

## Morte
Ivan morreu em 5 de outubro de 1972, em Leningrado, aos 64 anos.

### Ficção
Romances
- The Land of Foam (1946)
- Andromeda: A Space-Age Tale (Andromeda Nebula, 1957, 1959)
- Razor's Edge (1963)
- The Bull's Hour (1968)
- Thais of Athens (Thais Athenian, 1972)

Contos
- "Olgoi-Khorkhoi" (1944)
- "A Meeting Over Tuscarora" (1944)
- "Stellar Ships" (1944)
- "Cutty Sark" (1944)
- "The Nur-i-Desht Observatory" (1944)
- "The Heart of the Serpent" (Cor Serpentis, 1958, 1961)
- "The Yurt of the Raven" (1959)
- "Aphaneor, The Arkharkhellen's Daughter" (1959)
- "Five Paintings" (1965)

### Não-ficção
- Road of Winds (1956)